# Джервалидзееби
Джервалидзееби (груз. ჯერვალიძეები) — село в Грузии, на территории Тианетского муниципалитета края (мхаре) Мцхета-Мтианети.

## География
Село находится в центральной части Грузии, к западу от реки Кусно (правый приток Иори), на расстоянии приблизительно 7 километров (по прямой) к западу от посёлка городского типа Тианети, административного центра муниципалитета. Абсолютная высота — 1238 метров над уровнем моря.

## Население
По результатам официальной переписи населения 2014 года в Джервалидзееби проживало 3 человека (2 мужчины и 1 женщина). В национальной структуре населения грузины составляли 100 %.
| Год  | Население, человек |
| ---- | ------------------ |
| 2002 | 8                  |
| 2014 | ↘ 3                |